# Marco Groß
Marco Groß (* 17. Oktober 1995) ist ein ehemaliger deutscher Biathlet.
Marco Groß’ internationales Debüt war bei den Juniorenweltmeisterschaften 2014 in Presque Isle. Hier konnte er jeweils in Sprint und Verfolgung die Silbermedaille gewinnen. Während der 13. World Team Challenge auf Schalke konnte er zusammen mit Anna Weidel den Juniorenwettbewerb für sich entscheiden.
Bei der Biathlon-Juniorenweltmeisterschaften 2015 in Minsk-Raubitschy war sein bestes Einzelergebnis in der Verfolgung ein 18. Platz, mit der Staffel wurde er Vierter. 2016 fanden die Juniorenweltmeisterschaften in Cheile Grădiștei in Rumänien statt. Hier wurde er nur 40. im Einzel, verbesserte sich jedoch als 17. im Sprint und mit einem 7. Platz in der Verfolgung deutlich. Im Staffelrennen errang er zusammen mit David Zobel, Lars-Erik Weick und Dominic Reiter die Silbermedaille.
Seit 2014 war er Mitglied des Zoll-Ski-Teams.
Sein Debüt im Weltcup gab er im Januar 2022 in Antholz/Anterselva.
Marco Groß ist der Sohn von Ricco Groß und seit 2022 mit der Schweizer Biathletin Lena Häcki verheiratet, die seitdem den Doppelnamen Häcki-Groß führt.